# Белякова, Людмила Викторовна
Людми́ла Ви́кторовна Беляко́ва (род. 12 августа 1994, Москва) — российская хоккейная нападающая, Мастер спорта России международного класса. Первая из российских хоккеисток, подписавшая контракт с Национальной женской хоккейной лигой (NWHL) (с клубом «Нью-Йорк Риветерс»). Выступала в составе сборной России.

## Игровая карьера
Белякова начала заниматься хоккеем в возрасте 7 лет. Первый тренер — Самохин Михаил Борисович. Она может играть на позиции форварда и защитника.
Впервые приглашена в национальную женскую сборную России по хоккею с шайбой в возрасте 15 лет и 2-х недель, а в молодёжную (U-18) женскую сборную России по хоккею с шайбой в 12-лет и 3-х месяцев.
Дебют Беляковой в национальной женской сборной России по хоккею с шайбой состоялся 4 сентября 2009 в словацком городе Тренчин в матче против национальной женской сборной Словакии по хоккею с шайбой, в этой же игре была заброшена и первая шайба за основную сборную страны.
Белякова выступала на пяти IIHF Чемпионатах мира по хоккею среди женщин в 2012, 2013, 2015, 2016 и 2017 годах и на трёх молодёжных IIHF Чемпионатах мира по хоккею среди женщин (U18) в 2010, 2011 и 2012 годах.
Сыграла 131 матч за национальную женскую сборную России по хоккею, забросив 51 шайбу и отдав 38 голевых передач.
Провела 28 матчей за молодёжную сборную России по хоккею среди девушек до 18 лет, забив 30 голов и сделав 11 результативных передач.
Была включена в список кандидатов в женскую сборную России на Олимпийские игры 2010 года в Ванкувере.
Была запасной национальной женской сборной России на Олимпиаде-2014 в Сочи.
Летом 2017 года вышла замуж за хоккеиста Александра Хомутова.
25 июля 2015 года было объявлено, что Белякова первой из россиянок подписала контракт с клубом Национальной женской хоккейной лиги «Нью-Йорк Риветерс».

### Статистика «Нью-Йорк Риветерс»
Обозначения: И= Игры; Г= Голы; П= Передачи; О = Очки; ШТ = Штрафные минуты; ПГ = Победные голы; ГБ = Голы в большинстве; ГМ = Голы в меньшинстве
| Сезон                               | И  | Г | П | О  | ШТ | ПГ | ГБ | ГМ |
| 2015/2016 Регулярный чемпионат NWHL | 15 | 5 | 5 | 10 | 20 | 1  | 2  | 0  |
| 2015/2016 Игры плей-офф NWHL        | 2  | 1 | 0 | 1  | 0  | 0  | 1  | 0  |
| Всего                               | 17 | 6 | 5 | 11 | 20 | 1  | 3  | 0  |

### Статистика «Торнадо»
Обозначения: И= Игры; Г= Голы; П= Передачи; О = Очки; ШТ = Штрафные минуты; ПГ = Победные голы; ГБ = Голы в большинстве; ГМ = Голы в меньшинстве
| Сезон                                 | И  | Г  | П  | О   | ШТ  | ПГ | ГБ | ГМ |
| 2014/2015 Регулярный чемпионат России | 24 | 26 | 15 | 41  | 34  | 5  | 6  | 1  |
| 2016/2017 Регулярный чемпионат ЖХЛ    | 35 | 34 | 19 | 53  | 48  | 6  | 5  | 0  |
| 2017/2018 Регулярный чемпионат ЖХЛ    | 17 | 10 | 5  | 15  | 10  | 1  | 2  | 0  |
| 2019/2020 Регулярный чемпионат ЖХЛ    | 14 | 12 | 6  | 18  | 14  | 4  | 0  | 2  |
| Всего                                 | 90 | 79 | 48 | 127 | 108 | 16 | 13 | 3  |

## Награды и достижения
Обладатель 21 личного кубка и 66 медалей различного достоинства, включая:
- бронзовый призёр чемпионата мира 2013 года в Оттаве (Канада).
- бронзовый призёр чемпионата мира 2016 года в Камлупс (Канада).
- победитель Зимней Универсиады 2015 года в Гранаде (Испания)[13].
- победитель Зимней Универсиады 2017 года в Алматы (Казахстан)[14].
- победитель «Турнира 4 наций» в Швеции в 2012 году.
- победитель турнира «Кубок Хэллоуин» в 2015 (Чехия), в 2016 (Германия) и в 2017 (Россия)
- серебряный призёр «Турнира 4 наций» в Финляндии в 2013 году.
- Победитель «Предолимпийского турнира 5 наций» в Финляндии в 2017 году[15].
- Победитель «Кубка Месо» в Германии в 2018 году[16].
- финалист «Кубка Месо» в Германии в 2013 году.
- бронзовый призёр «Турнира 4 наций» в Швеции в 2009, 2011 и 2016 годах и в Финляндии в 2013 году.
- Чемпион России сезонов 2014/2015 и 2016/2017 в составе Торнадо
- Обладатель Кубка ЖХЛ 2016/2017 в составе Торнадо
- чемпион мира среди молодёжных команд (U18) 2011 года (Дивизион I).
- Лучший игрок и лучший бомбардир Чемпионата мира среди молодёжных команд (U18) 2011 года (Дивизион I)[17]
- Благодарность Президента Российской Федерации в 2015[18] и 2017 годах[19]